# Forces de défense du Timor oriental
Vous lisez un « bon article » labellisé en 2012.
Les Forces de défense du Timor oriental (FDTO) (en tétoum : Forcas Defesa Timor Lorosæ, en portugais : Forças de Defesa de Timor Leste) sont la force militaire responsable de la défense du Timor oriental (ou Timor Leste). Elles sont créées en février 2001 et comprennent actuellement deux petits bataillons d'infanterie, une modeste composante navale et plusieurs unités de soutien.
Le rôle principal des FDTO est de protéger le Timor oriental contre les menaces extérieures. Elles ont aussi un rôle de sécurité interne qui se chevauche avec le rôle assigné à la police nationale du Timor oriental. Ce chevauchement engendre des tensions entre les deux services qui sont exacerbées par la faible discipline au sein des FDTO caractérisée notamment par des tensions entre les militaires originaires de l'Ouest du pays avec ceux venant des régions orientales.
Les problèmes au sein des forces de défense du Timor oriental jaillissent au grand jour en 2006 quand la moitié des effectifs est congédiée à la suite de manifestations au sein de l'armée contre les discriminations à l'encontre des soldats venant notamment des provinces occidentales. Cet important licenciement entraîne un effondrement général des forces armées et des forces de police débouchant sur la crise de mai 2006, qui force les autorités à demander l'aide internationale pour maintenir l'ordre et la sécurité dans le pays. Les FDTO sont actuellement en reconstruction grâce à l'aide étrangère et un plan de développement à long terme de l'armée timoraise a été élaboré.

## Rôle
La Constitution est-timoraise assigne aux FDTO la responsabilité de la protection du territoire national contre les attaques extérieures. Elle proclame aussi que les forces de défenses « doivent garantir l'indépendance nationale, l'intégrité territoriale ainsi que la sécurité et la liberté des populations contre toute agression ou menace extérieure dans le respect de l'ordre constitutionnel ». La Constitution proclame aussi que les FDTO « doivent être politiquement neutres et doivent obéir à tout organe de souveraineté en accord avec la Constitution et les lois et ne doivent pas intervenir dans les affaires politiques ». La police est-timoraise et les forces de la sécurité civile sont quant à elles responsables de la sécurité intérieure.
En pratique, les responsabilités des FDTO et de la police nationale ne sont pas clairement établies et cela a déjà conduit à des conflits entre les deux organisations. Bien que les FDTO n'aient officiellement aucune fonction de police, elles ont parfois pris part à des opérations policières. Réciproquement, la police nationale a été impliquée dans des opérations de défense frontalière près de la frontière occidentale. Les conflits entre la police et l'armée ont été aggravés par le fait que le gouvernement est-timorais a échoué dans l'établissement d'une politique de sécurité nationale. Finalement, en février 2010, le gouvernement met en place une législation définissant clairement les fonctions des deux services.
L'armée est porteur de la médaille de l'Ordre du Timor Oriental

## Histoire

### Avant l'indépendance
Les FDTO sont issues de la guérilla du mouvement de libération nationale connue sous le nom de FALINTIL (acronyme du portugais Forças Armadas de Libertação de Timor-Leste ou Forces Armées de libération du Timor Leste). Au cours de la période précédant 1999, plusieurs dirigeants est-timorais dont l'actuel président José Ramos-Horta propose que le futur État du Timor oriental soit dépourvu d'armée. Toutefois, le climat généralisé de violence et de destruction qui suit le référendum d'indépendance en 1999 et le besoin de fournir une reconversion aux vétérans du FALINTIL conduisent à un changement de politique. À la suite du départ des Indonésiens, le FALINTIL propose la création d'une armée de 5 000 hommes.
Au milieu de l'an 2000, l'Administration transitoire des Nations unies au Timor oriental (ATNUTO) invite une équipe du King's College de Londres à conduire une étude sur les différentes options s'offrant au Timor oriental en termes de forces de sécurité. L'équipe identifie trois options. Tout d'abord, l'armée serait basée sur le projet du FALINTIL d'un corps nombreux et lourdement armé de 3 000 à 5 000 hommes. La deuxième option est la constitution d'une force de 1 500 professionnels et de 1 500 conscrits tandis que la dernière option propose la création d'une armée de 1 500 professionnels et de 1 500 volontaires réservistes. Selon l'équipe d'étude, la dernière option est la plus appropriée au vu des besoins du Timor oriental en matière de sécurité et de sa situation économique. Cette recommandation est suivie par l'ATNUTO en septembre 2000 et l'option numéro trois du King's College devient la base de la future armée du Timor oriental. Le plan est aussi accepté par l'ensemble des pays participant à la mission de maintien de la paix au Timor oriental. Cependant, le rapport de l'équipe d'étude a été critiqué car il conduit le Timor oriental à créer une police nombreuse ainsi qu'une armée aux effectifs relativement importants par rapport à sa population, alors que les besoins en sécurité du nouvel État auraient pu être mieux assurés par une simple petite unité paramilitaire.
Si certains commentateurs critiquent le fait que le Timor oriental se dote d'une armée, le gouvernement du nouvel état considère qu'elle est nécessaire pour des raisons politiques et sécuritaires. Les opposants affirment que le Timor ne fait pas face à des menaces extérieures et que les ressources limitées du gouvernement devraient être dépensées autrement qu'en renforçant les FDTO. Si les autorités politiques reconnaissent que le pays ne fait pas actuellement face à une menace extérieure, il soutient qu'il est nécessaire de maintenir une capacité militaire substantielle pour dissuader tout futur agresseur. La création des FDTO est aussi vue comme un moyen efficace d'intégrer les anciens guérilleros du FALINTIL dans le nouveau Timor indépendant.

### Formation des FDTO

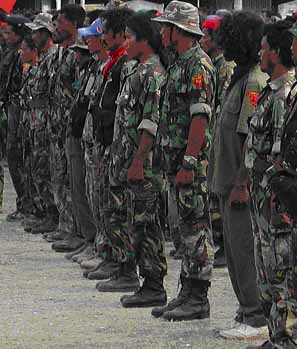
Vétérans du FALINTIL

Le FALINTIL devient les FDTO le 1er février 2001. Les 650 premiers membres de la nouvelle armée sont sélectionnés parmi 1 736 candidats et anciens membres des FALINTIL. Ils commencent l'entraînement le 29 mars. Le premier bataillon est créé le 29 juin 2001 et atteint sa pleine capacité le 1er décembre. La plupart des membres de cette unité proviennent des provinces orientales du Timor. Le deuxième bataillon est créé en 2002 à partir du 1er bataillon et formé principalement de nouvelles recrues âgées de moins de 21 ans qui n'ont pas participé à la lutte pour l'indépendance. Du fait du prestige de la nouvelle armée et du salaire relativement élevé, 7 000 candidats se présentent pour les 267 premiers postes au sein du bataillon. Enfin, la petite composante navale est créée en décembre 2001.
Plusieurs des problèmes ayant affecté les FDTO au cours de son existence proviennent du processus ayant conduit à sa création. Ainsi, une des failles de ce processus a été le fait de laisser les instances dirigeantes du FALINTIL sélectionner les futurs membres de l'armée parmi les guérilleros du FALINTIL sans aucune supervision extérieure. De ce fait, la sélection a été en grande partie basée sur des critiques d'allégeance politique. De nombreux vétérans du FALINTIL ont trouvé que ce procédé les a injustement éliminés de l'armée tout en réduisant l'indépendance de celle-ci. En outre, l'ATNUTO ne parvient pas à mettre en place les fondations adéquates dans le domaine de la sécurité est-timoraise en développant des textes législatifs, des projets de développement et des mécanismes de contrôle démocratique de l'armée. Ces oublis sont d'autant plus graves qu'ils ne sont pas corrigés à la suite de l'indépendance complète du Timor le 20 mai 2002.
Les FDTO ont alors peu à peu assuré la responsabilité de la sécurité du Timor oriental à la place de la force de maintien de la paix de l'ONU. Le district de Lautém est la première région du Timor où l'armée timoraise devient la seule garante de la paix en juillet 2002. Après avoir suivi un entraînement supplémentaire, les FDTO prennent la responsabilité de la sécurité militaire du pays dans son ensemble le 20 mai 2004 bien que plusieurs membres de la force de maintien de la paix restent au Timor jusqu'au milieu de l'année 2005 au sein de la Mission d'appui des Nations unies au Timor oriental. En janvier 2003, les FDTO mènent leur première opération quand une unité de l'armée doit réprimer un gang de miliciens timorais menant des activités criminelles dans le district d'Ermera, à l'Ouest du pays. Si l'armée timoraise opère de façon relativement disciplinée, elle arrête illégalement près de cent personnes qui sont relâchées plusieurs jours plus tard sans qu'aucune charge ne soit retenue contre elles.
Les FDTL souffrent toutefois d'un sérieux manque de discipline et d'un faible moral depuis leur création. Ces difficultés sont causées par l'incertitude régnant autour du rôle de l'armée timoraise, les conditions de pauvreté y régnant du fait du manque de ressources, les tensions issues de la transformation du FALINTIL d'un mouvement de guérilla à une armée régulière et les rivalités politiques et régionales. Du fait de ces conditions délétères, un grand nombre de soldats sont limogés ou sanctionnés. Si le gouvernement timorais prend conscience du problème avant la crise de 2006, il n'agit aucunement pour le corriger et contribue ainsi à renforcer le faible moral et la turbulence des soldats.
Les tensions entre les forces de police et l'armée contribuent aussi à réduire l'efficacité des services de sécurité timorais. Au cours des années 2003 et 2004, des membres des deux services entrent en confrontation à plusieurs reprises. Ainsi, des groupes de soldats attaquent des postes de police en septembre 2003 et décembre 2004. Ces tensions sont dues aux rôles parfois similaires des deux services en matière de sécurité et aux divergences d'opinions parmi les meneurs du Timor oriental.

### Crise de 2006
Les tensions atteignent leur paroxysme en 2006. En janvier, 159 soldats provenant de la plupart des unités des FDTO envoient une pétition au président Xanana Gusmão dans laquelle ils se plaignent que les soldats venant des régions orientales du pays reçoivent un meilleur traitement que ceux venant de sa partie occidentale. Les pétitionnaires reçoivent seulement une vague réponse et quittent leurs baraquements trois semaines plus tard en laissant leurs armes derrière eux. Ils sont rejoints par plusieurs centaines de soldats et le 16 mars, le brigadier-général Taur Matan Ruak qui dirige l'armée licencie 594 soldats soit près de la moitié de l'armée. Parmi ces soldats figurent aussi 200 militaires de rangs divers, coupables d'absences chroniques dans les mois et les années précédents mars 2006.
La crise prend rapidement une tournure violente à la fin du mois d'avril. Le 24 avril, les pétitionnaires et plusieurs de leurs partisans manifestent devant le palais du gouvernement à Dili et demandent la création d'une commission indépendante chargée d'étudier leurs doléances. Les premiers épisodes violents se déroulent le 28 avril quand plusieurs pétitionnaires ainsi que des groupes de jeunes qui ont rejoint les protestataires attaquent le palais. La police ne peut contenir les émeutiers et le bâtiment est sévèrement endommagé. Après que la violence s'est étendue à plusieurs autres quartiers de Dili, le Premier ministre Marí Alkatiri ordonne aux forces armées de soutenir la police dans la restauration de l'ordre. Or, les soldats déployés à Dili le 29 avril n'ont aucune expérience dans le domaine du contrôle des foules et ce manque conduit à la mort de trois civils. Le 3 mai, le major Alfredo Reinado, le chef de l'unité de police militaire des FDTO et la plupart de ses soldats abandonnent leurs postes en protestation de ce qu'ils considèrent comme des tirs délibérés de l'armée en direction de civils,.
Fin mai, des violences éclatent entre les forces de défense timoraises ne s'étant pas révoltées et les rebelles soutenus par les groupes de jeunes mentionnés ci-dessus. Le 23 mai, le groupe de Reinado ouvre le feu sur les militaires et les policiers dans le quartier de Fatu Ahi. Le 24 mai, des membres des FDTO postés près du quartier-général de l'armée sont attaqués par un groupe rebelle constitué d'officiers de police, de pétitionnaires et de civils armés. Cette attaque échoue quand les patrouilleurs de la composante navale des FDTO ouvre le feu sur les assaillants. Au cours de cette crise, les relations entre la police et l'armée ne font que se détériorer et le 25 mai, des soldats attaquent le quartier-général de la police, tuant neuf policiers non-armés.
Du fait de l'escalade des violences, le gouvernement est contraint de faire appel à une force internationale de maintien de la paix le 25 mai. Les premiers soldats étrangers arrivent à Dili le jour suivant et finissent par rétablir l'ordre. Au total, trente-sept personnes ont été tuées lors des combats en avril et en mai tandis que 15 000 personnes ont fui leur logement. Une enquête de l'Organisation des Nations unies découvre que des membres des ministères de la défense et de l'intérieur ainsi que le commandant des FDTO ont illégalement fourni des armes aux civils durant la crise et recommande de les poursuivre en justice.

### Plans de développement

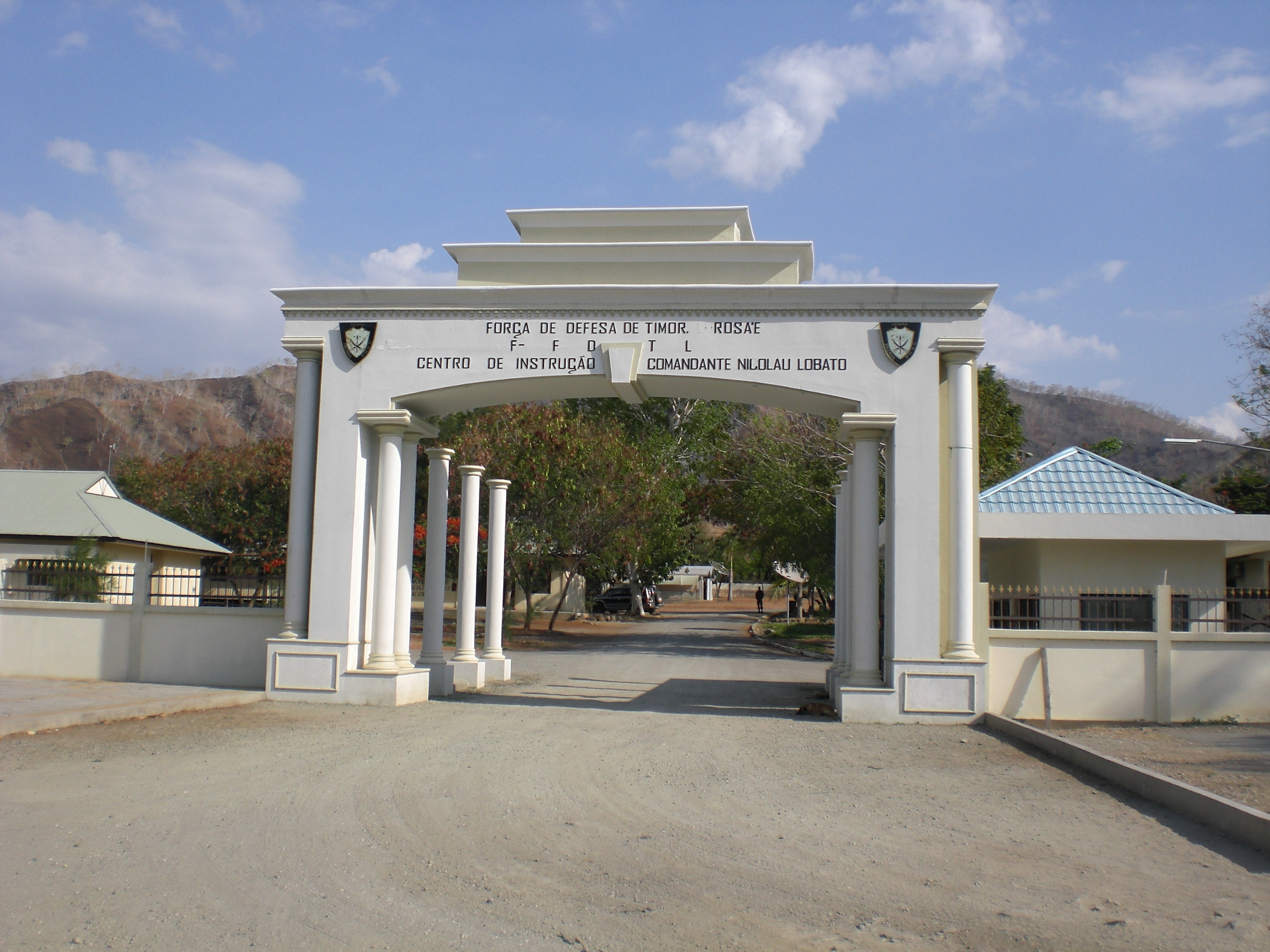
Porte d'entrée du centre d'entraînement Nicolau Lobato près de Metinaro.

La crise de 2006 laisse l'armée timoraise affaiblie. Les FDTO voient leurs effectifs passer de 1 435 personnes en janvier 2006 à 715 en septembre tandis que la proportion de soldats originaires de la partie occidentale du pays passe de 65 % à 28 %. Les forces de défense timoraises entament donc un processus de reconstruction avec l'aide de plusieurs pays de l'ONU mais n'est toutefois pas directement prête à assurer la sécurité du Timor oriental.
En 2004, le commandant des FDTO avait formé une équipe constituée entre autres de personnes étrangères pour développer un document sur la vision stratégique à long terme de l'armée timoraise. L'étude avait été soutenue par le gouvernement australien. Ce document intitulé Force 2020 est complété en 2006 et publié en 2007. Il expose la perspective d'évolution des FDTO pour 2020 et au-delà et est l’équivalent d'un livre blanc sur la défense. Il propose d'augmenter les effectifs de l'armée pour qu'ils atteignent 3 000 personnes à moyen terme avec l'introduction de la conscription. En outre, d'autres objectifs à long terme sont développés comme la création d'une composante aérienne, l'achat d'armes modernes dont des armes antiaériennes, des transports de troupes blindés et des bateaux lance-missiles pour 2020. Enfin, le 23 octobre 2011, le gouvernement timorais a approuvé le plan de développement des forces est-timoraises pour la période 2011-2017. Ce plan prévoit une augmentation régulière des effectifs pour qu'ils atteignent 3 600 personnes en 2020.

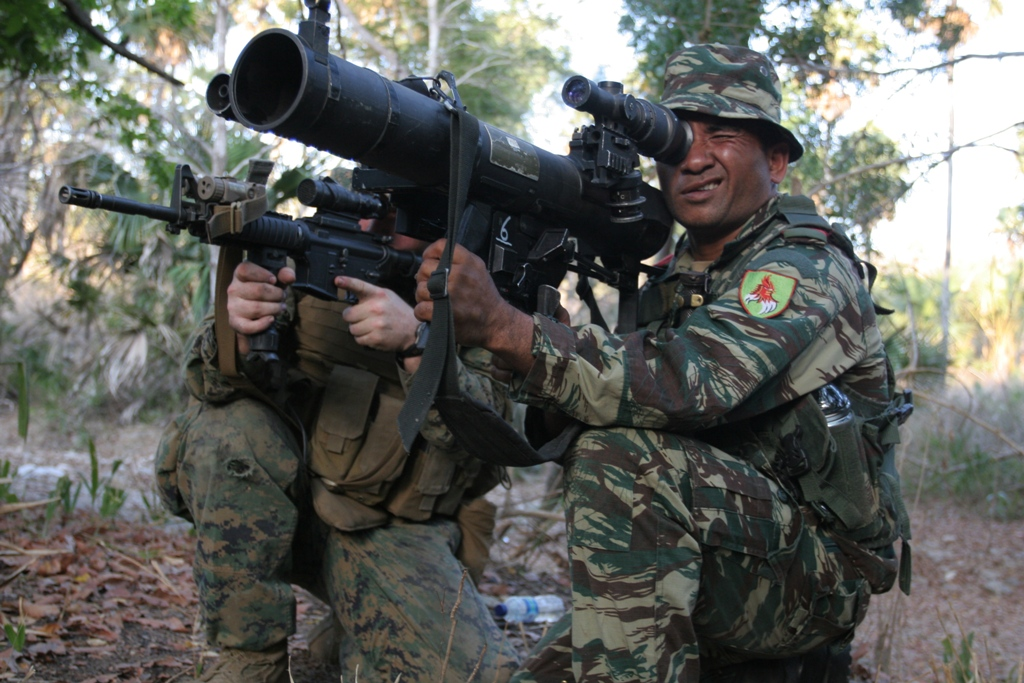
Soldats des FDTO à l'entraînement.

Le plan Force 2020 est globalement similaire à la première option proposée par le King's College. Toutefois, ce dernier l'avait jugé inabordable et s'était montré circonspect vis-à-vis de l'instauration de la conscription. L'équipe d'étude avait déterminé que l'entretien d'une telle structure nécessiterait que le Timor oriental dépense de 2,6 % à 3,3 % de son PIB dans le budget de la défense. Or, cela représentait un lourd fardeau pour l'économie est-timoraise.
Malgré la controverse entourant le plan Force 2020, le gouvernement est-timorais semble l'avoir adopté. Il reste toutefois critiqué par l'ONU, l'Australie et les États-Unis qui le perçoivent comme inabordable et supérieur aux besoins du pays. Le président José Ramos-Horta n'en défend pas moins l'adoption du plan, affirmant qu'il permettra de transformer les FDTO en une force professionnelle capable de défendre la souveraineté du Timor et d'assurer sa stabilité. En outre, les Timorais précisent que Force 2020 est un plan à long terme et ne propose pas l'adoption d'armes avancées dans les prochaines années. En 2008, si le projet n'a pas été approuvé par le Parlement, les plans pour sa mise en œuvre concrète existent déjà.
Toutefois, les conséquences de la crise de 2006 continuent à se faire sentir. Le 11 février 2008, un groupe de rebelles dirigé par Alfredo Reinado tente de tuer ou de capturer le président Ramos-Horta et le premier-ministre Gusmão. Bien que Ramos-Horta et l'un de ses gardes du corps soient sévèrement blessés, l'attaque est un échec et Reinado et d'autres rebelles sont tués. Un commandement conjoint entre la police et l'armée est par la suite établi pour traquer les rebelles survivants et les deux organismes de sécurité ont démontré un haut niveau de coopération durant cette mission. Le commandement conjoint est dissous le 19 juin 2008. S'il a permis de pousser les partisans de Reinado à se rendre, des membres de l'opération conjointe ont aussi été accusés de violations des droits de l'homme. Finalement, en juin 2008, le gouvernement offre des compensations financières aux pétitionnaires souhaitant revenir à la vie civile. L'offre est acceptée et l'ensemble des pétitionnaires cessent leurs protestations en août 2008.
Les FDTO sont toujours impliquées dans le processus de reconstruction depuis les évènements de 2006. Le gouvernement considère que le rétablissement des FDTO et le développement de sa capacité à défendre le pays est une priorité majeure. En 2016, il publie une nouvelle stratégie de défense et de sécurité, qui réaffirme le rôle des FDTO dans la défense du pays contre les menaces extérieures et le crime organisé. Ce document rappelle la nécessité de renforcer les capacités navales des forces armées pour mieux protéger la zone économique exclusive du pays. En 2020, l'IISS juge qu'en dépit des efforts de modernisation, les forces de défense timoraises sont loin de remplir les objectifs affichés dans le plan Force 2020. De même, une étude de l'Institut international de recherche pour la paix de Stockholm note que peu de progrès ont été faits dans les programmes d'acquisition de ce plan, du fait de difficultés budgétaires mais aussi d'un manque de nécessité dans l'obtention de certains matériels.

## Structure de commandement

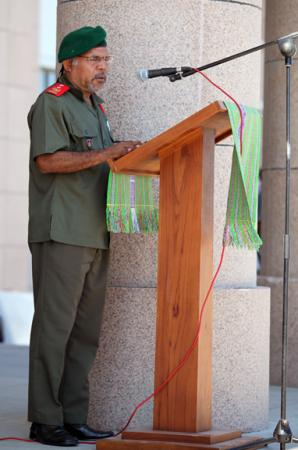
Le major général Lere Anan Timur en 2012

La Constitution du Timor déclare que le président est le commandant suprême des forces de défense et a le pouvoir de nommer le commandant et le chef d'état-major des FDTO. Le Conseil des ministres et le Parlement national sont responsables du budget des FDTO et de la mise en place de la politique de sécurité timoraise. Actuellement, le Premier ministre Gusmão est aussi le ministre de la défense et de la sécurité. Un conseil supérieur de la défense et de la sécurité a été créé en 2005 pour conseiller le président sur les questions de défense et de sécurité, à propos de la législation en rapport avec ces questions et enfin sur la nomination et le renvoi des différentes personnalités importantes du domaine militaire. Ce conseil est présidé par le président et comprend le Premier ministre, les ministres de la défense, de la justice, de l'intérieur et des affaires étrangères, le commandant des FDTO et de la police nationale, un officier de sécurité nationale et trois représentants du Parlement. Le rôle du Conseil n'est toutefois pas très clair. Ni lui, ni le Parlement n'ont pu contrôler la décision de renvoyer un grand nombre de membres des FDTO en 2006. Un comité parlementaire supervise aussi le secteur de la sécurité timoraise. Actuellement, c'est le major général Lere Anan Timur qui dirige les FDTO.
Un petit ministère de la défense (renommé en 2007 ministère de la défense et de la sécurité) est créé en 2002 pour fournir une supervision civile sur les FDTO. Un manque de personnels compétents au sein du ministère et les relations politiques étroites entre les dirigeants des FDTO et les grandes figures politiques ont rendu la mission de supervision de ce ministère inefficace et a retardé le développement de la politique de défense des FDTO au moins jusqu'en 2004. L'échec de la mise en place d'une institution civile efficace contrôlant les FDTO a aussi limité l'aide internationale offerte par les états étrangers peu soucieux de soutenir une armée susceptible d'être à la source de déstabilisations internes. Au début de l'année 2010, le ministère de la défense et de la sécurité est organisé en deux unités respectivement responsables de la défense (dont les FDTO) et la sécurité (dont la police). Chacune de ces unités est dirigée par un secrétaire d'État. À cette date, le gouvernement est-timorais cherche à améliorer les capacités du ministère avec l'aide de la MINUT. Toutefois, le manque récurrent de personnel qualifié limite cette amélioration et le travail de supervision civil demeure limité.

## Organisation

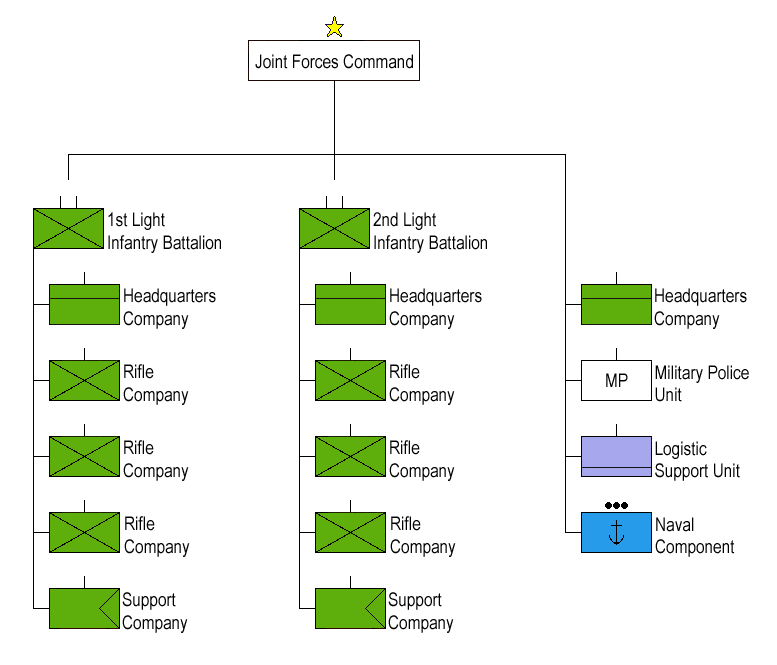
La structure des forces de défense timoraises en 2007

Les FDTO sont composées d'une force terrestre organisée autour de deux bataillons d'infanterie légère et d'une composante navale. Enfin, des unités de soutien complètent l'organigramme. Parmi ces unités de soutien figurent les forces du quartier général, une unité de soutien logistique, une unité de communications et une compagnie de police militaire. L'armée timoraise n'a pas de composante aérienne et ne dispose actuellement d'aucun aéronef. Les FDTO dirigent aussi le service de renseignement le plus important et sophistiqué du Timor oriental. Il est basé sur l'ancien réseau de résistance clandestine créé durant l'occupation indonésienne. En mai 2008, le Parlement national fait passer une loi plaçant le service de renseignement des FDTO sous l'autorité du Service national de l'information.
L'effectif maximal que peut entretenir les FDTO est une force de 1 500 personnels actifs réguliers et 1 500 réservistes. Toutefois, ce total n'a jamais été atteint notamment du fait des difficultés financières ayant empêché jusqu'ici la mise en place de force de réserve. En outre, les deux bataillons d'infanterie ont toujours été en sous-effectif. Si l'ensemble du personnel des FDTO est à l'origine issu du FALINTIL, la composition de l'armée a depuis changé et peu d'anciens vétérans de la lutte pour l'indépendance sont encore présents du fait de la limite d'âge. Après la création du 1er bataillon en 2001, le recrutement est ouvert à tous les Est-timorais de plus de 18 ans, y compris les femmes. Cependant, peu d'entre elles ont rejoint les rangs de l'armée et en février 2010, seules 7 % des nouvelles recrues sont des femmes. En 2020, elles représentent 10 % des effectifs, sans qu'aucune n'ait un rang supérieur à celui de capitaine.

### L'armée
Les forces terrestres des FDTO sont composées de deux bataillons d'infanterie légère, chacun ayant un effectif maximal de 600 hommes. Cette force est principalement entraînée par des militaires australiens et portugais. Chaque bataillon est composé de trois compagnies de fusiliers, une compagnie de soutien et une compagnie d'état-major. Bien que l'armée soit de petite taille, les tactiques de guérillas employées par le FALINTIL avant le départ des militaires indonésiens en 1999 sont efficaces contre les troupes supérieures en nombre et possèdent un caractère dissuasif non négligeable.

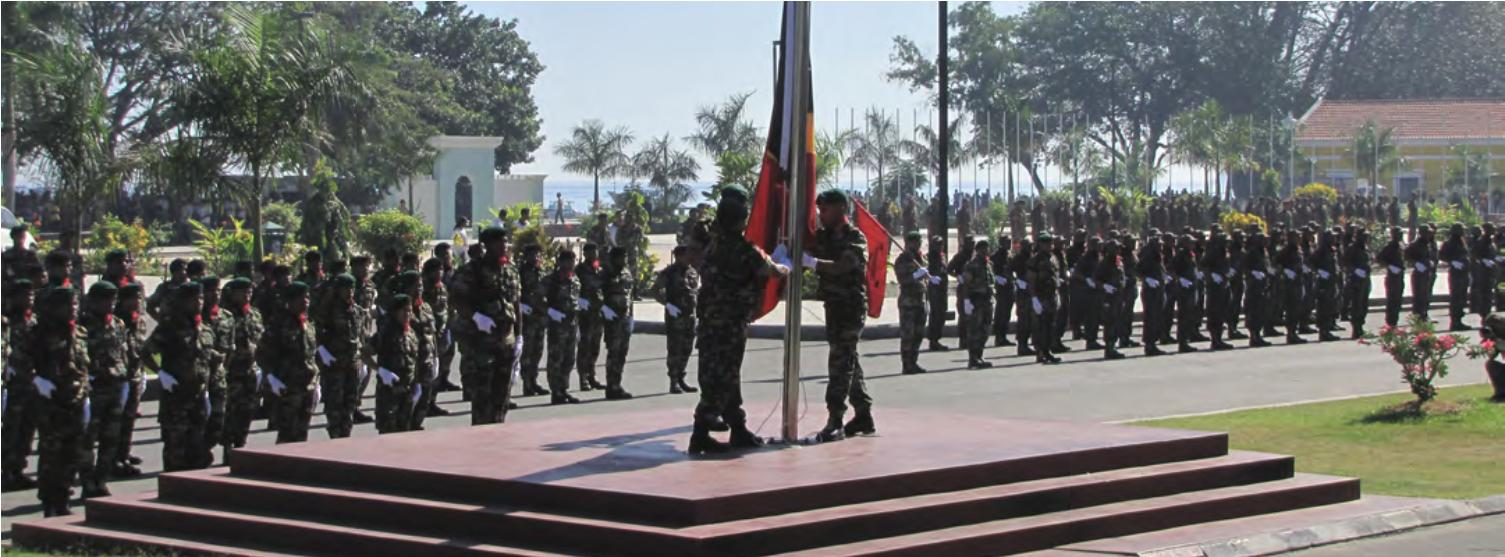
Des soldats timorais lors d'une cérémonie de levée du drapeau le Jour du FALINTIL.

L'ambassade des États-Unis à Dili déclare en 2009 que les FDTO comprennent un total de 719 soldats professionnels et 579 en cours d'entraînement (dont 150 rejoindront la composante navale). Les deux bataillons sont situés sur deux bases séparées. Le 1er bataillon se situe à Baucau avec un contingent basé sur la côte près du village de Laga. Le 2e bataillon est stationné au Centre d'entraînement Nicolau Lobato près de Metinaro. La quasi-totalité des effectifs du 2e bataillon a été limogée à la suite de la crise de 2006.
Les services logistiques et les unités de soutien sont eux basés au quartier-général des FDTO à Dili. Il existe aussi une unité de police militaire qui remplit des fonctions de police au sein de l'armée mais peut aussi agir comme une unité de police classique en dehors du domaine militaire ce qui a conduit aux conflits avec la police nationale du Timor. La police militaire est aussi responsable de la sécurité présidentielle depuis février 2007. Les FDTO planifient aussi l'entraînement de deux escadrons du génie dont les effectifs cumulés sont de 125 hommes en 2010.
Les FDTO ne sont équipées que d'armes légères. Elles ne possèdent pas d'armes nécessitant plus d'une personne pour être utilisées. L'édition 2007 du Jane's Sentinel dresse la liste suivante de l'armement à la disposition de l'armée timoraise : 1 560 M16  et 75 lance-grenades M203, 75 FN Minimi, 8 fusils de précision et 50 pistolets Colt M1911. 75 autres Minimis doivent en outre être commandés. La majorité des armes des FDTO est issue de dons d'autres États.

### La composante navale

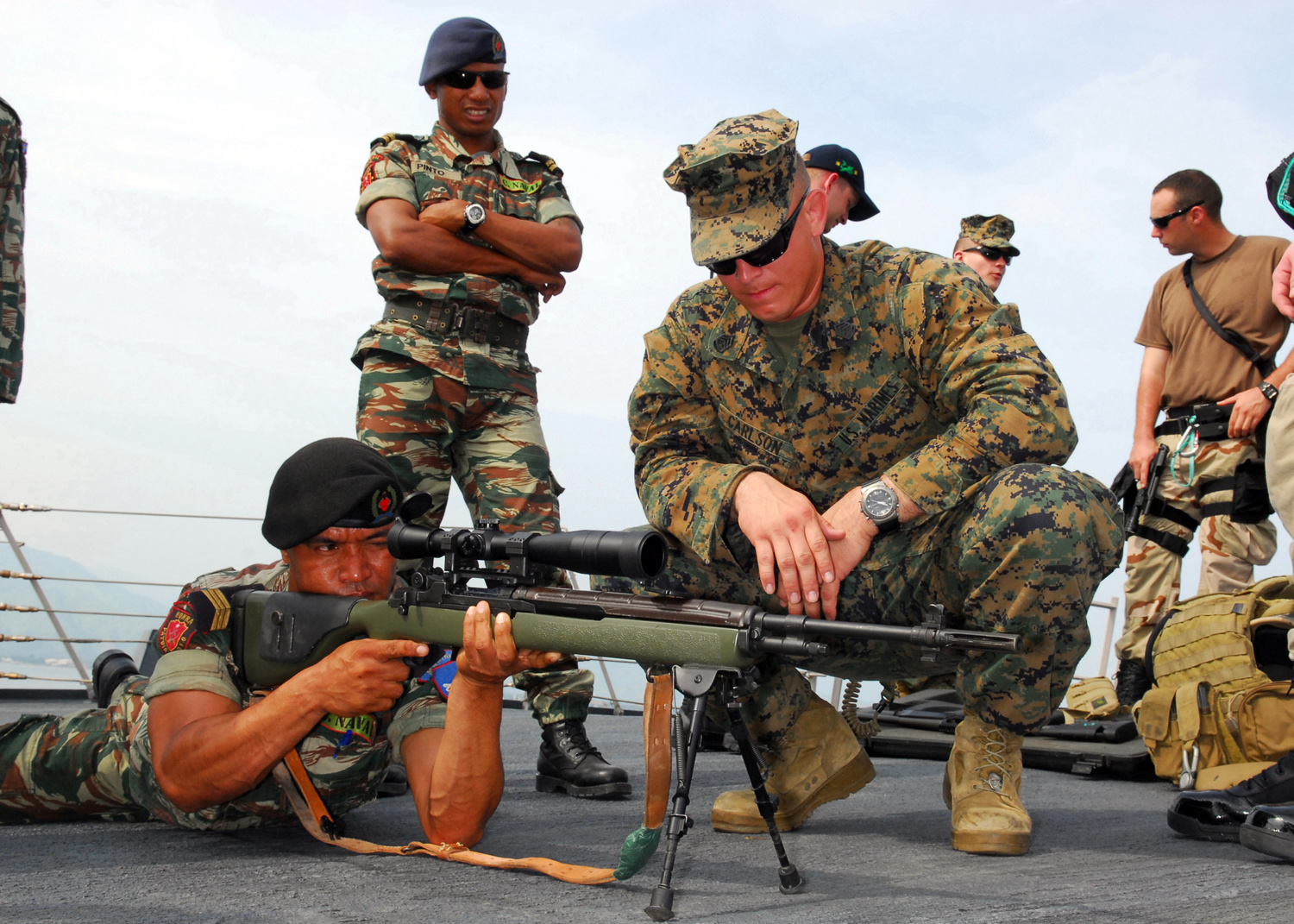
Des membres de la composante navale des FDTO avec des Marines américains en 2009.

Cette composante est créée en décembre 2001 à la suite de l'obtention de deux patrouilleurs de classe Albatroz cédés par la marine portugaise. La création d'une force navale n'était pas défendue par l'équipe d'étude du King's College, par l'ONU ou par les autres états ayant fourni l'armée timoraise en matériel. Tous pensaient que le Timor n'avait pas les moyens de se doter d'une marine. La mission de cette composante navale est d'effectuer des patrouilles près des frontières, de lutter contre les activités illégales comme la contrebande ou le trafic d'êtres humains dans les eaux territoriales timoraises et de maintenir la liaison maritime avec l'enclave d'Oecusse,. À la date de juin 2010, la composante navale est équipée de quatre patrouilleurs. Le plan Force 2020 prévoit l'éventualité de l'agrandissement du format de la marine timoraise avec la création d'une force de patrouille légère équipée de navires de la taille d'une corvette et de navires de débarquement.
Les deux patrouilleurs de classe Albatroz (l’Oecussi et l’Atauro) sont chacun armés d'un canon Oerlikon de 20 mm et de deux mitrailleuses de 12,7 mm. Les deux navires sont basés au port d'Hera, à quelques kilomètres à l'est de Dili. Ils ont été construits au début des années 1970 et étaient sur le point d'être retirés du service par la marine portugaise lorsqu'ils sont offerts à l'armée timoraise. Le coût opératoire élevé des patrouilleurs représente néanmoins une contrainte forte pour la marine timoraise.
Le 12 avril 2008, le Timor oriental signe un contrat portant sur l'achat de deux patrouilleurs chinois de classe Shanghai (dont le NRTL Betano). Ils doivent remplacer les navires de classe Albatroz et être utilisés pour protéger l'activité de pêche du Timor oriental. Le contrat implique aussi que 30 à 40 membres des FDTO soient entraînés en Chine. Enfin, il est aussi rapporté que les infrastructures navales est-timoraises devront être améliorées en vue de l'obtention des deux nouveaux patrouilleurs. Ces derniers arrivent de Chine en juin 2010 et sont mis en service comme navires de classe Jaco le 11 juin. Les deux navires sont nommés Jaco et Betano. En novembre 2010, il est rapporté que le Timor oriental pourrait commander deux autres patrouilleurs à la Corée du Sud. En septembre 2011, ce pays livre trois patrouilleurs de classe Chamsuri à la composante navale sur la base d'un accord signé le mois précédent à Séoul. À leur arrivée, les navires sont rebaptisés Kanemassa, Dili et Hera et doivent entre autres lutter contre les activités de pêcherie illégales au sein des eaux territoriales timoraises. Le Timor oriental a aussi commandé deux patrouilleurs rapides au constructeur indonésien PT PAL Indonesia en mars 2011 pour un prix de 40 millions de dollars US.
Quant aux effectifs de cette petite force, les sources sont contradictoires. Tandis que l'édition 2009-2010 du Jane's Fighting Ships déclare que 150 personnes sont en cours d'entraînement, l'édition 2010 de l'IISS (International Institute of Strategic Studies, Institut international d'études stratégiques) Military Balance donne un chiffre de 82 personnes. Quant à l'ambassade des États-Unis au Timor oriental, elle déclare que la composante navale comprend 87 hommes en 2009 et devrait s'élargir pour atteindre un effectif de 150 hommes.

## Dépenses de défense et d'équipement
Les documents budgétaires du gouvernement est-timorais montrent que les FDTO ont bénéficié d'un budget de 21,519 millions de dollars américains pour 2011 soit une hausse de 5 millions de dollars par rapport au budget de 2010 qui était de 17,713 millions de dollars. Le ministère de la défense et de la sécurité ainsi que le secrétariat d'État pour la défense disposent de fonds supplémentaires. Le Timor oriental dépend de l'aide étrangère pour financer et équiper son armée. Cette aide prend la forme de donation d'équipements militaires comme des armes ou des uniformes, d'une prise en charge de l'entraînement ainsi que d'une aide logistique. Aucune industrie militaire n'existe au Timor oriental bien qu'une entreprise puisse finalement concevoir les uniformes militaires de l'armée. Selon le King's College, une armée d'un format de 1 500 personnels actifs et 1 500 réservistes coûterait approximativement 1 % du PIB du Timor oriental et c'est le seuil maximal que peut se permettre le pays.
Le manque de fonds limite le développement des FDTO. Le gouvernement a ainsi été forcé de reporter le projet de mise en place d'une compagnie indépendante stationnée dans l'enclave d'Oecusse et de deux bataillons d'infanterie de réserve. Ces unités sont pourtant un élément important de la troisième option proposée par le King's College et leur absence pourrait avoir un impact sur la politique de défense du Timor oriental. Cependant, dès 2011, le gouvernement a annoncé que si des unités de réserves étaient formées, les mesures concernant leur approvisionnement en armement notamment étaient déjà prévues dans la législation actuelle.

## Relations étrangères de défense

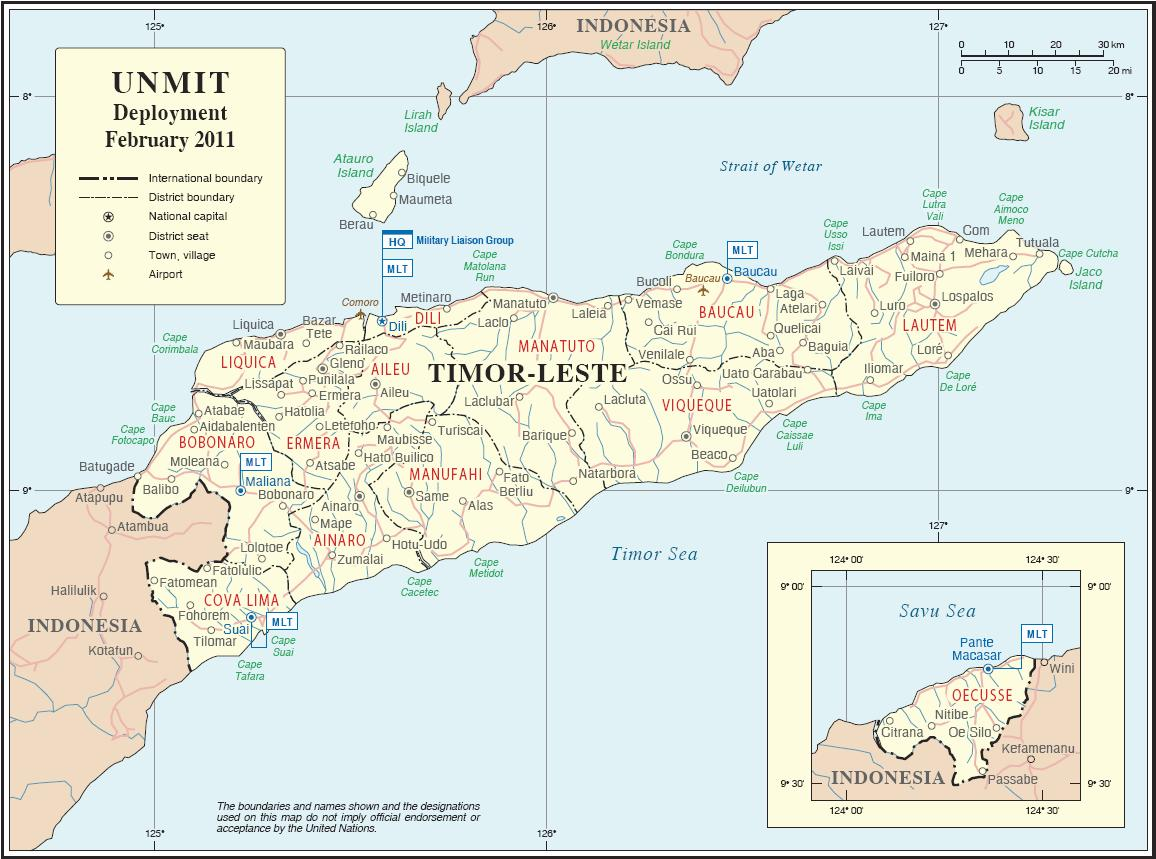
Carte présentant l'emplacement des différentes équipes de liaisons militaires en février 2011.

Les États étrangers ont joué un rôle clé en supportant la mise en place des FDTO et en assurant la sécurité du Timor oriental jusqu'à ce que les forces de sécurité de cette dernière soient en mesure de la faire. La MINUT (Mission des Nations unies au Timor oriental) a ainsi eu pour mission de soutenir le gouvernement timorais et les organes sécuritaires dont les FDTO. La MINUT est créée le 25 août 2006 et remplace le Bureau des Nations unies au Timor oriental, lui-même héritier de la MANUTO. À la date du 27 octobre 2011, la MINUT est composée de 1 224 personnes dont 33 observateurs militaires et 1 191 policiers. En outre, la MINUT est aussi composée à la date du 30 juin 2011 de 393 civils internationaux, 884 civils locaux et 173 volontaires civils. La MINUT comprend un groupe de liaison militaire qui maintient des équipes à Dili, Baucau, Maliana, Suai et Oecusse. Ces équipes collectent des informations sur les questions de sécurité pour la MINUT et travaillent en collaboration avec la police frontalière est-timoraise et les militaires indonésiens dans les districts frontaliers. Le 22 novembre 2011, la représentante de l'ONU au Timor oriental a déclaré que le retrait de la MINUT est envisageable pour la fin de l'année 2012. Le Conseil de sécurité de l'ONU a jugé favorablement l'idée d'un retrait le 31 décembre 2012.
La MINUT est soutenue par la Force de stabilisation internationale (FSI ou ISF en anglais) dirigée par l'Australie. La FSI est déployée au Timor oriental depuis la fin mai 2006 et comprend actuellement des unités des forces armées australiennes et des forces armées néo-zélandaises. La principale unité de la FSI est le groupe de combat ANZAC constitué de 404 soldats australiens et 80 soldats néo-zélandais en juin 2011. La FSI doit se retirer après les élections de 2012.
La présence de policiers de l'ONU et de troupes australiennes est un thème de discussion de l'élection présidentielle timoraise de 2007. Le candidat vainqueur, José-Ramos Horta, soutient la présence de troupes étrangères et défend l'idée qu'elles doivent encore rester durant au moins cinq ans. Inversement, la plupart des autres candidats soutiennent un retrait aussi rapide que possible de la MINUT et de la FSI. En effet, selon eux, la présence de troupes étrangères limite la souveraineté du Timor oriental. Malgré ces divergences, l'ensemble des parties s'accordent sur la nécessité du maintien de troupes étrangères sur le sol timorais tant que la police et l'armée ne sont pas capables d'assurer la sécurité du pays.
Si les Nations unies ont toujours rechigné à s'engager avec les FDTO, d'autres pays donateurs ont soutenu le développement de cette armée. L'Australie a grandement contribué à l'entraînement des troupes timoraises et apporte un soutien logistique constant aux FDTO depuis leur création. Actuellement, des conseillers australiens sont présents au sein des FDTO et du ministère de la défense et de la sécurité. Le Portugal envoie aussi des conseillers et entraîne deux officiers de marine chaque année au Portugal. La Chine a fourni une aide de 1,8 million de dollars américains aux FDTO entre 2002 et 2008 et a accepté de construire un nouveau quartier général à la fin de l'année 2007. En outre, le Timor oriental est une des principales destinations de l'aide brésilienne. Ainsi, l'armée brésilienne est responsable de l'entraînement des unités de police militaire des FDTO. Les États-Unis fournissent aussi une assistance plus modeste aux FDTO à travers le programme d'éducation et d'entraînement militaire international du département d'État américain. Inversement, la Malaisie a suspendu son aide après la crise de 2006. Précédemment cette crise, le pays participait à l'entraînement des forces de défense timoraises et fournissait une aide financière et technique. Enfin, les dispositions actuelles confient au Portugal la responsabilité de l'entraînement basique et avancé des troupes timoraises tandis que l'Australie et d'autres États contribuent à l'entraînement plus spécialisé.
Le Timor oriental a ratifié le traité sur la non-prolifération des armes nucléaires, la convention sur l'interdiction des armes biologiques et la convention sur l'interdiction des armes chimiques en 2003. Le Timor n'a actuellement aucun plan portant sur l'acquisition d'armes nucléaires, biologiques ou chimiques, il est aussi partie prenante du traité d'Ottawa.

## Sources
- (en) Amnesty International, « Timor Leste: Briefing to Security Council Members on policing and security in Timor-Leste »(Archive.org • Wikiwix • Archive.is • Google • Que faire ?), sur amnesty.org, 2003 (consulté le 20 février 2012)
- (en) Cynthia Burton, « Security Sector Reform: Current Issues and Future Challenges », dans Damien Kingsbury et Michael Leach, East Timor: Beyond Independence, Melbourne, Monash University Press, 2007 (ISBN 9781876924492).
- (en) The Centre for Defence Studies, Independent Study on Security Force Options and Security Sector Reform for East Timor, Londres, King's College, 2000
- (en) Republica Democratica de Timor Leste, « State Budget 2011 », sur mof.gov.tl, 2010 (consulté le 20 février 2012)
- (en) Gouvernement du Timor oriental, « Forças 2020 », sur etan.org, 2007 (consulté le 25 novembre 2011)
- (en) Maria Patrikainen (dir.), Jane's Sentinel Country Risk Assessments: Southeast Asia, vol. 29, Coulsdon: IHS Jane's, 2011 (ISSN 1754-9264)
- (en) Edward Rees, Under Pressure - Forças de Defesa de Timor Leste. Three Decades of Defence Force Development in Timor Leste 1975–2004, Geneva Centre for Democratic Control of the Armed Forces, 2004
- (en) Loro Horta, « Young and Wild. Timor Leste's troubled military », Nanyang Technological University, Institute of Defence and Strategic Studies, 2006 (consulté le 23 novembre 2011)
- (en) Dodd Mark, « Secret Missile Plan for East Timor », The Australian, 2007 (consulté le 20 février 2012)
- (en) The International Institute for Strategic Studies (IISS), The Military Balance 2010, Abingdon, Routledge Journals, 2010
- (en) Commission spéciale d'enquête indépendante des Nations unies pour le Timor Leste, « Rapport de la commission spéciale indépendante des Nations unies pour le Timor Leste », Haut-Commissariat des Nations unies aux droits de l'homme, 2007 (consulté le 20 février 2012)
- (en) Mission des Nations unies au Timor oriental (MINUT), « Rapport sur le développement des droits de l'Homme au Timor oriental entre août 2006 et août 2007 », Nations unies, 2007 (version du 30 mai 2008 sur Internet Archive)
- (en) Mission des Nations unies au Timor oriental (MINUT), « Resolving Timor-Leste's Crisis », sur www.crisisgroup.org, 2006 (version du 15 août 2007 sur Internet Archive)
- (en) Mission des Nations unies au Timor oriental (MINUT), « Rapport du Secrétaire général sur la MINUT pour la période du 8 janvier 2008 au 8 juillet 2008 »(Archive.org • Wikiwix • Archive.is • Google • Que faire ?), Nations unies, 2008 (consulté le 23 novembre 2011)
- (en) Mission des Nations unies au Timor oriental (MINUT), « Rapport du Secrétaire général sur la MINUT pour la période du 9 juillet 2008 au 20 janvier 2009 », Nations unies, 2009 (consulté le 20 février 2012)
- (en) Mission des Nations unies au Timor oriental (MINUT), « Rapport du Secrétaire général sur la MINUT pour la période du 24 septembre 2009 au 20 janvier 2010 »(Archive.org • Wikiwix • Archive.is • Google • Que faire ?), Nations unies, 2010 (consulté le 23 novembre 2011)
- Mission des Nations unies au Timor oriental (MINUT), « Rapport du Secrétaire général sur la Mission intégrée des Nations unies au Timor-Leste pour la période  allant du 20 septembre 2011 au 6 janvier 2012 »(Archive.org • Wikiwix • Archive.is • Google • Que faire ?), Nations unies, 2012 (consulté le 3 mars 2012)
- (en) Ambassade des États-Unis au Timor oriental, « Résumé de l'engagement militaire américain en 2009 », 2010 (consulté le 23 novembre 2011)
- (en) International Crisis Group, « Resolving Timor-Leste’s Crisis », 2006 (version du 15 août 2007 sur Internet Archive)
- (en) International Crisis Group, « Timor-Leste’s Parliamentary Elections », 2007 (version du 14 août 2007 sur Internet Archive)
- (en) International Crisis Group, « Timor-Leste: Security Sector Reform », 2008 (version du 23 janvier 2008 sur Internet Archive)
- (en) International Crisis Group, « Timor-Leste’s Veterans: An Unfinished Struggle ? »(Archive.org • Wikiwix • Archive.is • Google • Que faire ?), sur crisisgroup.org, 2011 (consulté le 20 février 2012)
- (en) Elsina Wainwright, « New Neighbour, New Challenge: Australia and the Security of East Timor »(Archive.org • Wikiwix • Archive.is • Google • Que faire ?), Australian Strategic Policy Institute, 2002
- (en) Desmond Ball, « The Defence of East Timor: A Recipe For Disaster », Pacifica Review, no 14,‎ 2002, p. 175-189
- (en) Stephen Saunders, Jane's Fighting Ships Vol. 112, 2009-2010, Coulsdon: Jane’s Information Group., 2009
- (en) Bob Lawry, « After the 2006 crisis: Australian interests in Timor-Leste »(Archive.org • Wikiwix • Archive.is • Google • Que faire ?), Australian Strategic Policy Institute, 2007
- (en) Anthony L. Smith, « Constraint and Choices: East Timor as a Foreign Policy Actor »(Archive.org • Wikiwix • Archive.is • Google • Que faire ?), New Zealand Journal of Asian Studies, 2005 (consulté le 20 février 2012)
- (en) Jane's Sentinel Security Assessment - Southeast Asia, vol. 20, Coulsdon: Jane's Information Group, 2007
- (en) Tom Fawthrop et Paul Harris, « East Timor prepares for post-independence security threats », Janes Intelligence Review, Coulsdon: Jane's Information Group,‎ octobre 2001, p. 36-38
- Réseau francophone de recherche sur les opérations de paix, « Page de la FSI »(Archive.org • Wikiwix • Archive.is • Google • Que faire ?), Université de Montréal (consulté le 20 février 2012)
- Mission des Nations unies au Timor oriental (MINUT), « Site officiel de la MINUT »(Archive.org • Wikiwix • Archive.is • Google • Que faire ?), sur un.org (consulté le 20 février 2012)